# Кастело ди Годего
Кастѐло ди Го̀дего (на италиански: Castello di Godego; на венециански: Castèo de Gòdego, Кастео де Годего) е градче и община в Северна Италия, провинция Тревизо, регион Венето. Разположено е на 51 m надморска височина. Населението на общината е 7102 души (към 2010 г.).